# 赤浜宿
赤浜宿（あかはまじゅく）は、武蔵国男衾郡赤浜村、川越児玉往還（川越道）にあった宿場。現在の埼玉県大里郡寄居町大字赤浜周辺が該当する。

## 概要
赤浜宿は、武蔵国男衾郡赤浜村、川越児玉往還にあった宿場である。現在の埼玉県大里郡寄居町大字赤浜周辺が該当する。
当宿場の北側には荒川が流れ、「赤浜の渡し」（現在の花園橋付近）が存在しており、その当番を行っていた。『新編武蔵風土記稿』では「赤浜村」の「荒川」の項には「村の北郡界を流る。（中略）渡船場有りて船4艘を置。川を渡れば榛沢郡荒川村」、同「荒川村」の「荒川」の項には「村の南を流る。（中略）渡船場あり。当村と対岸の赤浜村との持ちなり。船2艘渡守1人を置」とある。迅速測図では、赤浜村と荒川村字川端の間に渡しがある。
江戸方の今市宿、上州方の小前田宿ともに1里ほどの距離であった。
高札場は2か所にあった。
『新編武蔵風土記稿』の「赤浜村」によれば、村の東側の小名塚田には鎌倉古道の跡が残り当時は宿駅が置かれていた。

## 最寄り駅
- 東武鉄道東上本線 男衾駅

## 史跡・みどころ
- 赤浜の渡し跡、川越岩（獅子岩）- 荒川を渡河する渡し。鎌倉街道筋は塚田地区より荒川に下ったため、今の花園橋より下流に位置した。川越岩をその位置及び水量の目印にしていたとされる[4]。
- 青岩礫岩 - 埼玉県の指定天然記念物[5]

## 隣の宿
川越児玉往還
今市宿 - 赤浜宿 - 小前田宿
『新編武蔵風土記稿』には枝道として、南:比企郡小川、東:大里郡熊ヶ谷宿、西:榛沢郡寄居への距離が記述されている。